# Tolerancja immunologiczna

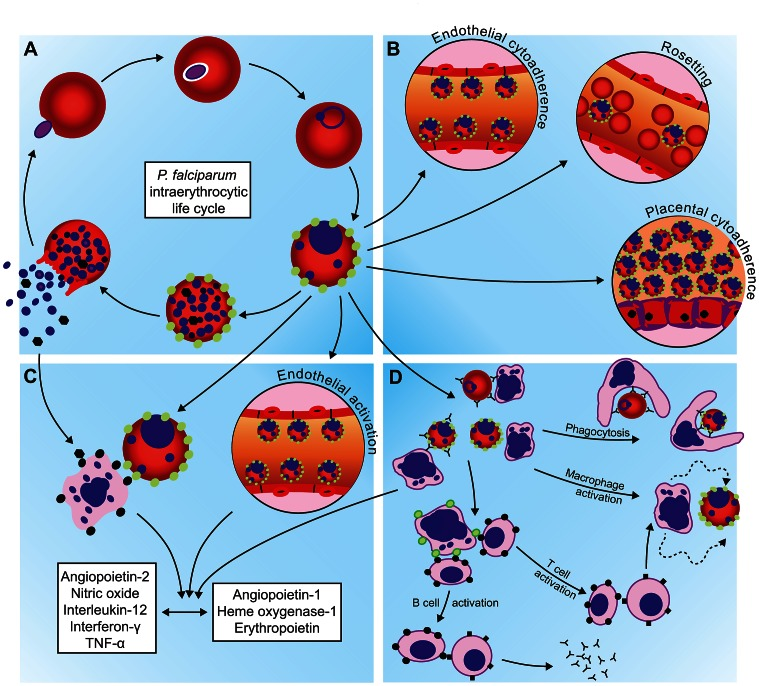
Mechanizmy, dzięki którym hemoglobinopatie mogą osłabiać patogenezę malarii falciparum

Tolerancja immunologiczna, immunotolerancja – brak reakcji układu odpornościowego na antygen. Należy podkreślić, że tolerancja odnosi się do konkretnego antygenu, a nie do bierności względem wszystkich dostępnych antygenów.
Szczególnym przypadkiem tolerancji immunologicznej jest autotolerancja (tolerancja naturalna), polegająca na tym, że układ odpornościowy danego organizmu (jednostki) nie reaguje na własne białka (szerzej: autoantygeny). Jeśli mechanizmy autotolerancji zawiodą, dochodzi do powstania choroby autoimmunizacyjnej.
Oprócz tolerancji naturalnej możemy też wyróżnić tolerancję indukowaną (sztuczną), którą uzyskuje się na skutek różnych działań prowadzących do modyfikacji działania układu odpornościowego na antygeny. Ma ona zastosowanie w terapii.
Najbardziej ogólnym mechanizmem osiągnięcia tolerancji, a przede wszystkim autotolerancji na dany antygen jest pozbycie się limfocytów, które mogą ten antygen rozpoznawać, albo też oddzielenie antygenu od takich limfocytów. Może to być osiągnięte jako skutek działania następujących procesów:
- anergii klonalnej, czyli wprowadzenia limfocytu na pewien czas w stan „uśpienia”, poprzez niedopełnienie procesu prezentacji antygenu[2], aby mimo rozpoznania antygenu nie mógł on ulec aktywacji;
- delecji klonalnej, czyli całkowitego usunięcia reagujących na antygen limfocytów, zwykle przez apoptozę[3];
- sekwestracji antygenu, czyli oddzielenia go barierą anatomiczną (bariera krew-narząd) od komórek układu immunologicznego[4];
- aktywnej supresji, czyli udziału limfocytów supresorowych lub regulacyjnych hamujących prezentację antygenu[4].

Powyższe cztery procesy dotyczą głównie autotolerancji, czyli mechanizmów nieaatakowania własnych antygenów ustroju. Są też inne mechanizmy tolerancji antygenów:
- ignorancja immunologiczna, czyli występowania antygenu w stężeniach niewystarczających do pobudzenia limfocytów. Tak się dzieje z alergenami u osób nie mających alergii[4];
- paraliż immunologiczny, sytuacji, w której antygen jest w tak dużych ilościach, że dochodzi do blokady receptorów limfocytów i precypitacji kompleksów immunologicznych. Ma to znaczenie w tzw. ułatwieniu immunologicznym, kiedy antygeny ojcowskie u ciężarnej matki nie są atakowane i układ odpornościowy matki nie niszczą łożyska ani płodu[5].
- wyczerpanie klonów przeciwciał - w przewlekłych zakażeniach[6].
- konkurencja antygenowa - antygen mniej immunogenny będzie ignorowany[7].

W rzeczywistości osiągnięcie tolerancji jest o wiele bardziej złożonym procesem, gdyż wymienione powyżej mechanizmy podlegają ścisłej regulacji i są zależne od wielu czynników.
Mechanizmy tolerancji można podzielić na dwie grupy:
- tolerancję centralną, w przypadku której dochodzi do eliminacji autoreaktywnych limfocytów już na etapie ich dojrzewania w centralnych narządach limfatycznych (grasicy i szpiku kostnym)
- tolerancję obwodową, która polega na usunięciu, zablokowaniu funkcji lub niedopuszczeniu do pobudzenia limfocytów reagujących na dany antygen.

Badania nad tolerancją mają duże znaczenie, gdyż sztuczne jej wywoływanie może przynieść rezultaty w postaci nowych metod terapeutycznych, zwłaszcza w transplantologii oraz w leczeniu chorób autoimmunizacyjnych i alergicznych.